# Vesuvianita

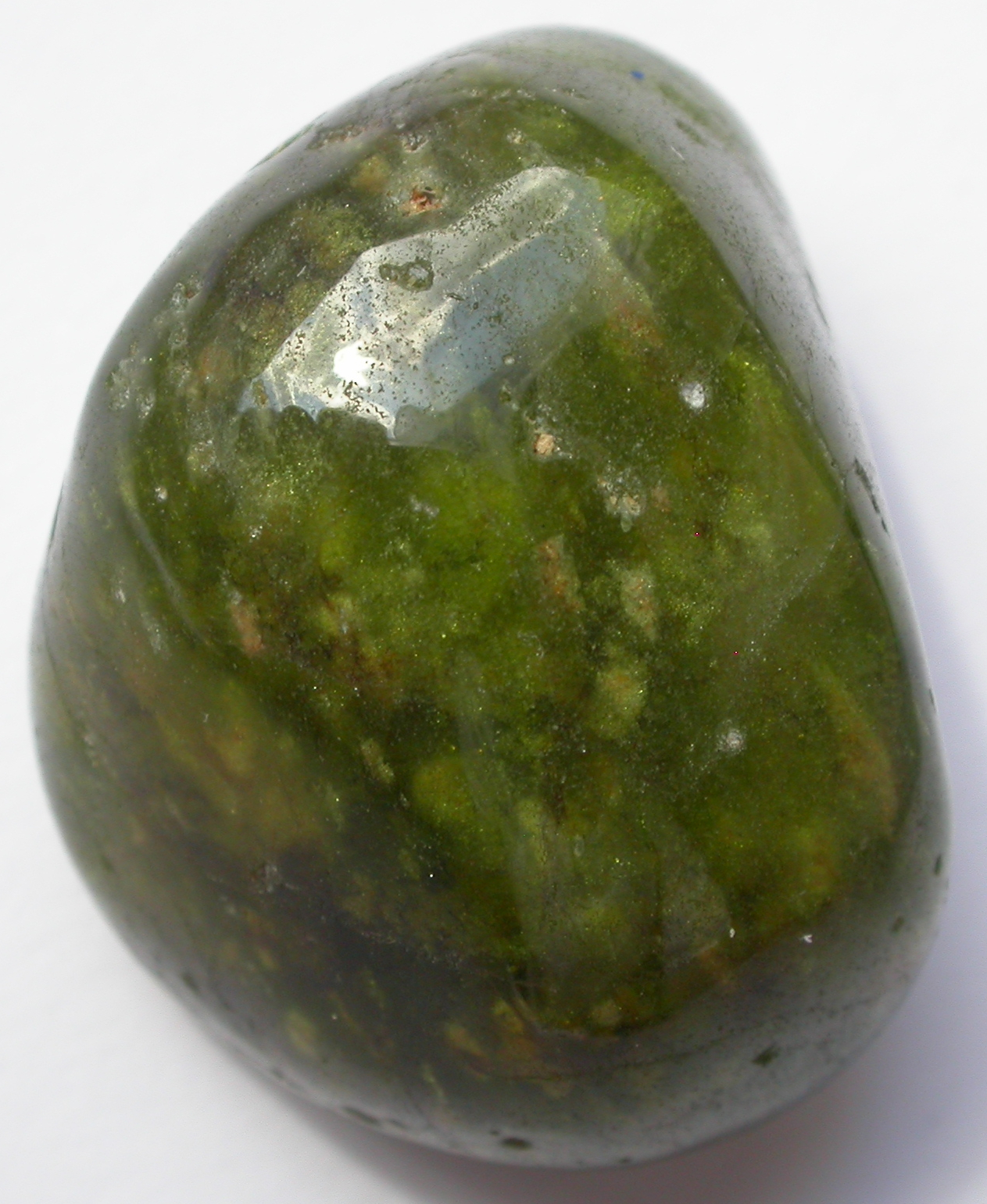
Còdol de vesuvianita

La vesuvianita, també coneguda com a idiocrassa, és un mineral silicat que pot presentar coloracions verdes, marrons, grogues o blaves. La vesuvianita cristal·litza en el sistema tetragonal i se sol trobar en dipòsits de skarns formats a partir de calcàries afectades per metamorfisme de contacte. Va ser descoberta per primer cop inclosa en blocs de lava a prop del Vesuvi, volcà del qual prové el seu nom. Sovint, els cristalls més bonics s'utilitzen com a gemma. ACatalunya s'ha descrit a les mines Montsant (Maresme); a les pedreres de Gualba (Vallès Oriental) i a la mina de la roca del Turó i al Costabona (Ripollès).
Segons la classificació de Nickel-Strunz, la vesuvianita pertany a «09.BG: Sorosilicats amb grups barrejats de SiO₄ i Si₂O₇; cations en coordinació octaèdrica [6] i major coordinació» juntament amb els següents minerals: al·lanita-(Ce), al·lanita-(La), al·lanita-(Y), clinozoisita, dissakisita-(Ce), dol·laseïta-(Ce), epidota, epidota-(Pb), khristovita-(Ce), mukhinita, piemontita, piemontita-(Sr), manganiandrosita-(La), tawmawita, manganipiemontita-(Sr), ferrial·lanita-(Ce), clinozoisita-(Sr), manganiandrosita-(Ce), dissakisita-(La), vanadoandrosita-(Ce), uedaïta-(Ce), epidota-(Sr), al·lanita-(Nd), ferrial·lanita-(La), åskagenita-(Nd), zoisita, macfal·lita, sursassita, julgoldita-(Fe2+), okhotskita, pumpel·lyita-(Fe2+), pumpel·lyita-(Fe3+), pumpel·lyita-(Mg), pumpel·lyita-(Mn2+), shuiskita, julgoldita-(Fe3+), pumpel·lyita-(Al), poppiïta, julgoldita-(Mg), ganomalita, rustumita, wiluïta, manganovesuvianita, fluorvesuvianita, vyuntspakhkita-(Y), del·laïta, gatelita-(Ce) i västmanlandita-(Ce).

## Etimologia
El nom vesuvianita va ser donat per A. G. Werner l'any 1795, ja que es va trobar a les proximitats del Vesuvi; el nom idiocrassa va ser donat per J. Haiiy l'any 1796, i tot i que no és el nom oficial donat per la IMA, encara s'utilitza avui en dia.

## Varietats
- Cyprina: és una varietat procedent de Franklin, Nova Jersey; el blau és degut a les impureses de coure.
- Californita: és el nom que s'utilitza per a la vesuvianita semblant al jade.
- Xantita: és una varietat rica en manganès.
- Wiluïta: és una varietat òpticament positiva procedent de Wilui, Sibèria.